# Lagnasco
Lagnasco (piemontesisch Lanasch) ist eine Gemeinde in der italienischen Provinz Cuneo (CN), Region Piemont.

## Lage und Einwohner
Lagnasco liegt 30 km nördlich von der Provinzhauptstadt Cuneo entfernt. Das Gemeindegebiet umfasst eine Fläche von 17 km² und hat 1406 Einwohner (Stand 31. Dezember 2023). Zur Gemeinde gehören auch die Fraktionen (Frazioni) Cascine Brero, Cerio und Chiabotti Grangia.
Die Nachbargemeinden sind Manta, Saluzzo, Savigliano, Scarnafigi und Verzuolo.

## Geschichte

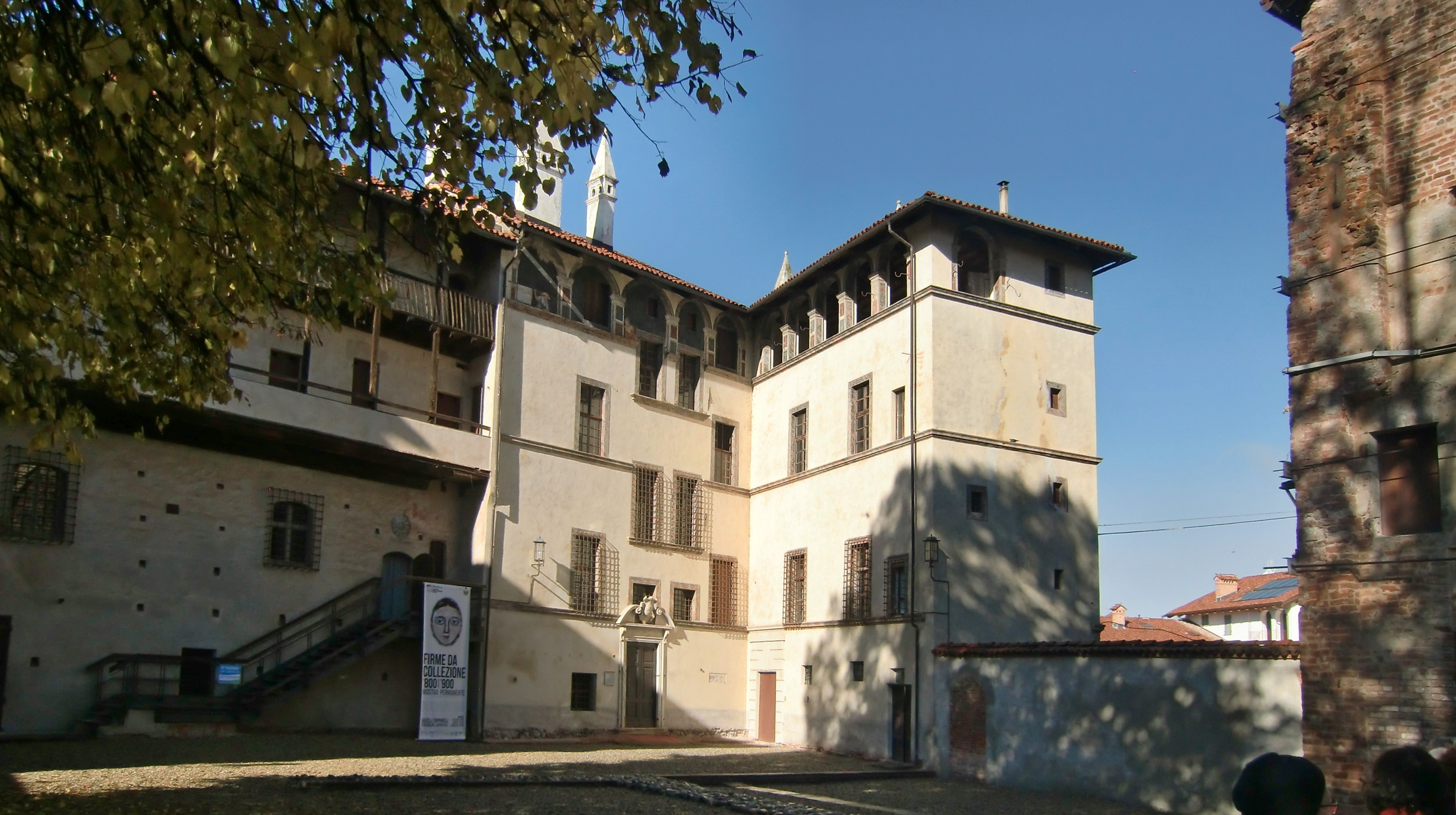
Castello Tapparelli, Innenhof des 16. Jahrhunderts

Der Bahnhof 1997, im Hintergrund der schneebedeckte Monte Viso

Es gibt nur wenige historische Informationen über die ersten Ereignisse des Dorfes. Wir wissen nur, dass die erste Wohnsiedlung im Gebiet der Ortschaft stattfand, die von den Zisterzienseräbten von Staffarda „La Grangia“ genannt wurde. Es war ein Lehen der Markgrafen von Saluzzo, die es zu Beginn des 14. Jahrhunderts verkauften, um ein Lösegeld an die Familien Solaro und Tapparelli, Patrizier aus Asti und Savigliano, zu zahlen.
Laagnasco hatte, von 1857 bis zur Stilllegung 2003, einen Bahnhof an der Bahnstrecke Savigliano–Saluzzo–Cuneo.

## Sehenswürdigkeiten
- Castello Tapparelli d’Azeglio: Im frühen 14. Jahrhundert am östlichen Ortsrand angelegte

Burganlage. Hinter den im Kern aus gotischer Zeit stammenden Ecktürmen L-förmiger, mehrgeschossiger Trakt aus der Zeit des Benedetto Tapparelli, der um die Mitte des 16. Jahrhunderts die Burg als Lehen der Markgrafen von Saluzzo besaß und schlossartig umbauen ließ. Über dem Portal Dachloggia, aus dem sich ein gemaltes Paar herauszulehnen scheint. Außen Arkadenloggia und hölzerne Galerien, im Inneren manieristisch ausgemalte Säle mit prunkvollen Balkendecken und Fresken der Zeit im Treppenhaus.
- S. Maria delle Grazie: Wandpfeilersaal von 1715, Ausmalung und Chorausstattung zeitgenössisch.[3]